# Kabinett Seehofer II
Das Kabinett Seehofer II bildete vom 10. Oktober 2013 bis 21. März 2018 die Staatsregierung des deutschen Freistaates Bayern. Geführt wurde es von Horst Seehofer (CSU), der am 8. Oktober 2013 vom Landtag als Ministerpräsident mit 100 Stimmen wiedergewählt wurde. Das war eine Stimme weniger, als die CSU Sitze hatte. Die CSU erlangte bei den Landtagswahlen am 15. September 2013 die absolute Mehrheit der Landtagssitze. Die FDP schied aus dem Landtag und damit aus der Regierung aus. Die CSU konnte erneut eine alleinige Regierung bilden. Die Mitglieder der Staatsregierung wurden am 10. Oktober vereidigt. Wie bereits bei den Vorgängerkabinetten wurde die 1998 eingeführte verfassungsmäßige Höchstgrenze von 18 Mitgliedern voll ausgeschöpft.
Am 13. März 2018 trat Horst Seehofer vom Amt des Ministerpräsidenten zurück, um am 14. März 2018 als Bundesminister des Innern, für Bau und Heimat in das Kabinett Merkel IV eintreten zu können. Zwischen dem 14. und 16. März 2018 leitete Ilse Aigner als kommissarische Ministerpräsidentin die Amtsgeschäfte.
Am 16. März 2018 wurde der Finanzminister Markus Söder zum neuen Ministerpräsidenten gewählt. Das Kabinett Söder I wurde am 21. März 2018 ernannt, bis dahin blieb das Kabinett Seehofer II unter Söders Leitung im Amt.
| Amt oder Ressort                                                                                    | Bild                                     | Amtsinhaber(in)                             | Partei | Partei                                  | Staatssekretär(in) | Partei | Partei |
| --------------------------------------------------------------------------------------------------- | ---------------------------------------- | ------------------------------------------- | ------ | --------------------------------------- | ------------------ | ------ | ------ |
| Ministerpräsident                                                                                   |                                          | Horst Seehofer bis 13. März 2018            |        | CSU                                     |                    |        |        |
| Stellvertretende Ministerpräsidentin (vom 14. bis 16. März 2018 kommissarische Ministerpräsidentin) |                                          | Ilse Aigner                                 | CSU    |                                         |                    |        |        |
| Wirtschaft und Medien, Energie und Technologie                                                      | Franz Josef Pschierer                    | Ilse Aigner                                 | CSU    |                                         | CSU                |        |        |
| Finanzen, Landesentwicklung und Heimat (ab dem 16. März 2018 Ministerpräsident)                     |                                          | Markus Söder                                | CSU    | Albert Füracker                         | CSU                |        |        |
| Finanzen, Landesentwicklung und Heimat (ab dem 16. März 2018 Ministerpräsident)                     | Johannes Hintersberger bis 30. Juni 2015 | Markus Söder                                | CSU    |                                         | CSU                |        |        |
| Leiter(in) der Staatskanzlei und Staatsminister(in) für Bundesangelegenheiten und Sonderaufgaben    |                                          | Christine Haderthauer bis 1. September 2014 | CSU    |                                         |                    |        |        |
| Leiter(in) der Staatskanzlei und Staatsminister(in) für Bundesangelegenheiten und Sonderaufgaben    |                                          | Marcel Huber seit 5. September 2014         | CSU    |                                         |                    |        |        |
| Staatsministerin für Europaangelegenheiten und regionale Beziehungen in der Staatskanzlei           |                                          | Beate Merk                                  | CSU    |                                         |                    |        |        |
| Zweiter Stellvertreter des Ministerpräsidenten                                                      |                                          | Joachim Herrmann                            | CSU    |                                         |                    |        |        |
| Inneres, Bau und Verkehr                                                                            | Gerhard Eck                              | Joachim Herrmann                            | CSU    |                                         | CSU                |        |        |
| Justiz                                                                                              |                                          | Winfried Bausback                           | CSU    |                                         |                    |        |        |
| Bildung und Kultus, Wissenschaft und Kunst                                                          |                                          | Ludwig Spaenle                              | CSU    | Georg Eisenreich                        |                    | CSU    |        |
| Bildung und Kultus, Wissenschaft und Kunst                                                          | Bernd Sibler                             | Ludwig Spaenle                              | CSU    |                                         |                    | CSU    |        |
| Umwelt und Verbraucherschutz                                                                        |                                          | Marcel Huber bis 5. September 2014          | CSU    |                                         |                    |        |        |
| Umwelt und Verbraucherschutz                                                                        | Ulrike Scharf ab 5. September 2014       |                                             | CSU    |                                         |                    |        |        |
| Gesundheit und Pflege                                                                               |                                          | Melanie Huml                                | CSU    |                                         |                    |        |        |
| Ernährung, Landwirtschaft und Forsten                                                               |                                          | Helmut Brunner                              | CSU    |                                         |                    |        |        |
| Arbeit und Soziales, Familie und Integration                                                        |                                          | Emilia Müller                               | CSU    | Johannes Hintersberger ab 30. Juni 2015 |                    | CSU    |        |